# Великий Кулеял
Великий Кулея́л (рос. Большой Кулеял, марій. Кугорнӱмбал Шале) — присілок у складі Моркинського району Марій Ел, Росія. Входить до складу Шалинського сільського поселення.

## Населення
Населення — 96 осіб (2010; 118 у 2002).
Національний склад (станом на 2002 рік):
- лучні марійці — 100 %